# Uspomena – sve najbolje uživo
Uspomena – sve najbolje uživo je koncertni album grupe Daleka obala koji je nastao u vrijeme kad se grupa već raspala, 2002. godine. Ovaj album sastoji se od 2 CD-a i sadrži velik broj popularnih pjesama grupe s koncertnih nastupa. Osim što je njihov prvi koncertni album, to je i posljednji, oproštajni glazbeni uradak Daleke obale.

## Popis pjesama
CD1
1. Valovi
2. Roza
3. Ona zbori
4. Ti nisi tu
5. Marica
6. U autobusu
7. Bubnjevi
8. Poljoprivredno ljubavna
9. Mađarice
10. Mi nismo sami
11. Gordana
12. Lažne žene
13. One bi htjele
14. Oni nas gađaju
15. Why
16. Mojoj lijepoj
17. Ovo nije moje vrijeme
18. On je volio brodove
19. Ležimo na travi
20. Upeklo je sunce
21. A šta da radim (studijska verzija)

CD2
1. Mrlje
2. Brodovi
3. Sušac blues
4. Noć je prekrasna
5. Prolaze mi godine
6. Što te više gledam to više ne dam
7. Kurve
8. Slatko
9. Vozim polako
10. Di si ti
11. Morska vila
12. Sa' mi je ža'
13. Ruzinavi brod
14. 80-e
15. Tonka
16. A šta da radim
17. Od mora do mora
18. Četrnaest palmi
19. Daleka obala